# 柳町 (名古屋市)
柳町（やなぎまち）は、愛知県名古屋市西区の地名。

## 地理
1915年（大正4年）時点では、東に江川横町があり、それ以外は金城村大字北押切に囲まれていた。

## 歴史

### 町名・町界の変遷
- 1878年（明治11年）12月28日 - 押切村が分裂し、名古屋区柳町となる[4]。
- 1889年（明治22年）10月1日 - 名古屋市成立により、同市柳町となる[4]。
- 1908年（明治41年）4月1日 - 西区編入により、同区柳町となる[4]。
- 1935年（昭和10年）5月1日 - 西区北押切町字南柳により柳町一丁目が、柳町により柳町二丁目および三丁目が成立[2]。
- 1980年（昭和55年）10月12日 - 西区浄心一丁目・浄心二丁目・花の木二丁目・花の木三丁目にそれぞれ編入され消滅[4]。